# Liste der Flüsse in der Slowakei
Diese Aufstellung enthält die wichtigsten Flüsse der Slowakei inklusive ihrer Länge (deutsche Bezeichnung in Klammern soweit vorhanden):

## Alphabetische Liste (Auswahl)
1. Bebrava: 47,3 km
2. Belá (Weißwasser): 22 km
3. Biela Orava (Weiße Arwa): 37 km
4. Bodrog (Bodrok): 123 km (davon 15 km in der Slowakei)
5. Bodva (Bodwa): 48,4 km
6. Bystrica (mehrere Flüsse, siehe Eintrag)
7. Cirocha: 50,6 km
8. Čierna Orava (Schwarze Arwa): (entspringt in Polen und endet wenige Meter nach der Staatsgrenze Polen-Slowakei im Arwa-Stausee)
9. Čierna voda (Schwarzwasser): 55,2 km oder 105,5 km (je nach Quelle)
10. Dudváh (Dudwaag): 97 km
11. Dunaj (Donau): 2850 Kilometer (davon 172 km in der Slowakei)
12. Dunajec (Dunajez oder Dohnst): 251 km
13. Hnilec (Göllnitz): 88,9 km
14. Hornád (Hernad oder Kundert): 286 km (davon 193 km in der Slowakei und 19 km Staatsgrenze Slowakei-Ungarn)
15. Hron (Gran): 298 km
16. Ida: 57 km
17. Ipeľ (Eipel): 232,5 km (davon 140 km Staatsgrenze Slowakei-Ungarn)
18. Jablonka: 20 km
19. Krtíš (Kritsch): 36 km
20. Krupinica: 65 km
21. Kysuca (Kischütz): 66,3 km
22. Laborec (Labortz): 135 km
23. Latorica: 188 km
24. Malý Dunaj (Kleine Donau): 128 km
25. Morava (March): 328,9 km (davon in der Slowakei 114 km)
26. Muráň: 49 km
27. Myjava (selten Miawa): 79 km
28. Nitra (Neutra): 197 km
29. Ondava (Ondau): 146,5 km
30. Orava (Arwa): 60,3 km
31. Perec: ? km (oft wird aufgrund von Kanalverbindungen sein zweiter Teil als Sikenica bezeichnet)
32. Poprad (Popper): 174,2 km (davon 144,2 km in der Slowakei und 31,1 km Staatsgrenze Slowakei-Polen)
33. Radošinka: 32 km
34. Revúca: 33 km
35. Rimava (Rimau): 88 km
36. Sikenica: 45 km (siehe auch Perec)
37. Slaná (deutsch Salza, ungarisch Sajó): 229,4 km (davon in der Slowakei 92,5 km)
38. Slatina: 55,2 km
39. Štiavnica (Schemnitz): 55 km
40. Tisa (Theiß): 996 km (5,2 km Staatsgrenze Slowakei-Ungarn)
41. Tisovník: 41 km
42. Topľa (Töpl): 130 km
43. Torysa: 129 km
44. Turiec mit Mündung bei Vrútky (Turz): 66,3 km
45. Turiec mit Mündung bei Tornaľa: 50 km
46. Turňa mit Mündung bei Turňa nad Bodvou: 26 km
47. Váh (Waag): 403 km
48. Uh (ukrainisch Usch, ungarisch Ung): 127 km (davon in der Slowakei 21,3 km)
49. Žitava: 99,3 km

Siehe auch: Liste der europäischen Flüsse

## Ordnung nach Flüssen und ihren Zuflüssen (Auswahl)
jeweils entgegen der Stromrichtung
- Dunaj
  - Theiß (bei Novi Sad, Serbien)
    - Slaná (bei Tiszagyulaháza, Ungarn)
      - Hornád (bei Ónod, Ungarn)
        - Torysa (bei Nižná Hutka, Bezirk Košice-okolie)
        - Hnilec (bei Margecany, Bezirk Spišská Nová Ves)

      - Bodva (bei Boldva, Ungarn)
        - Turňa (bei Turňa nad Bodvou, Bezirk Košice-okolie)
        - Ida (bei Peder, Bezirk Košice-okolie)

      - Rimava (bei Vlkyňa, Bezirk Rimavská Sobota)
      - Muráň (bei Bretka, Bezirk Rožňava)

    - Bodrog* (bei Tokaj, Ungarn) [* Bodrog entsteht durch Zusammenfluss von Ondava und Latorica]
      - Roňava (bei Sátoraljaújhely, Ungarn)
      - Ondava* (bei Zemplín, Bezirk Trebišov)
        - Topľa (bei Tušice, Bezirk Michalovce)

      - Latorica* (bis Zemplín, Bezirk Trebišov)
        - Laborec (bei Zatín, Bezirk Trebišov)
          - Uh (bei Drahňov, Bezirk Michalovce)
          - Cirocha (bei Humenné)

  - Ipeľ (bei Chľaba, Bezirk Nové Zámky und Szob, Ungarn)
    - Štiavnica (bei Hrkovce, Bezirk Levice)
    - Krupinica (bei Šahy, Bezirk Levice)
    - Krtíš (bei Slovenské Ďarmoty, Bezirk Veľký Krtíš)
    - Tisovník (bei Muľa, Bezirk Veľký Krtíš)

  - Hron (bei Kamenica nad Hronom, Bezirk Nové Zámky)
    - Slatina (bei Zvolen)
    - Bystrica (bei Banská Bystrica)

  - Váh* (bei Komárno)[* Váh entsteht durch Zusammenfluss von Čierny Váh und Biely Váh]
    - Nitra (bei Komárno)
      - Žitava (bei Martovce, Bezirk Komárno)
      - Radošinka (bei Lužianky, Bezirk Nitra)
      - Bebrava (bei Práznovce, Bezirk Topoľčany)

    - Malý Dunaj (bei Kolárovo, Bezirk Komárno)
      - Čierna voda (bei Veľký Ostrov, Bezirk Komárno)
        - Dudváh (bei Čierna Voda, Bezirk Galanta)

    - Dudváh (bei Siladice, Bezirk Trnava)
    - Kysuca (bei Žilina)
      - Bystrica (bei Krásno nad Kysucou, Bezirk Čadca)

    - Turiec (bei Martin)
    - Orava (bei Kraľovany, Bezirk Dolný Kubín)
    - Revúca (bei Ružomberok)
    - Belá (bei Liptovský Hrádok, Bezirk Liptovský Mikuláš)
    - Čierny Váh* (bei Kráľova Lehota)
    - Biely Váh* (bei Kráľova Lehota)

  - March (in Bratislava (Devín), Bezirk Bratislava IV)
    - Myjava (bei Kúty, Bezirk Senica und Hohenau, Österreich)

- Dunajec
  - Poprad (bei Nowy Sącz, Polen)